# 아카베소프트2
아카베소프트2(あかべぇそふとつぅ 아카베소푸토-트)는 일본의 어덜트 게임 메이커이자 브랜드이다.

## 아카베소프트2
- G선상의 마왕
- 놔둘 곳이 없어!
- 세계연애기구
- 차륜의 나라
  - 광윤의 마을

### 아카베소프트2 TRY!
- 라그나록

### 샹그릴라
- 새벽의 호위
  - 새벽의 호위 ~ 죄 많은 종말론
- 사랑은 아니야

### 아플리케
- 황혼의 신세미야
- 시간을 잣는 언약
- 월영의 시뮐라크르 -해방의 날개-

## 제작진

### 시나리오 라이터
- 루스보이

### 원화가
- 알파
- 토모세 슌사쿠